# Dehlingen
Dehlingen es una comuna francesa situada en la circunscripción administrativa del Bajo Rin y, desde el 1 de enero de 2021, en el territorio de la Colectividad Europea de Alsacia, en la región de Gran Este.
Tiene una población estimada, en 2019, de 351 habitantes.
Está ubicada en la región histórica y cultural de Alsacia.